# Winona Ryder
Winona Ryder (n. 29 octombrie 1971, Winona⁠(d), Minnesota, SUA), cu numele întreg Winona Laura Horowitz, este o actriță americană. Bunicii din partea tatălui au emigrat în Statele Unite ale Americii din România și Rusia. Aceștia erau de origine evreiască.

## Cariera

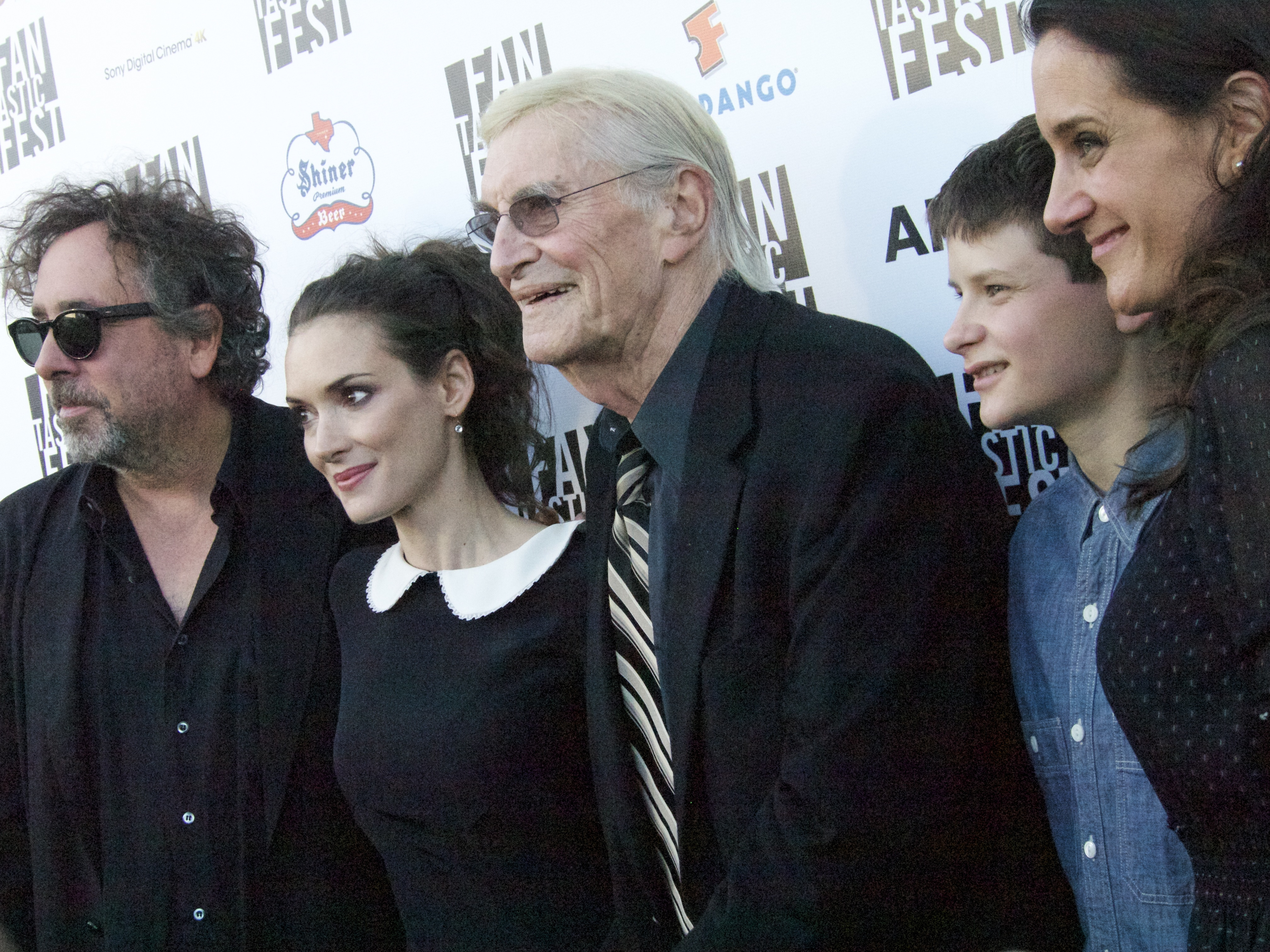
Winona Ryder cu Tim Burton la premiera filmului Frankenweenie (2012)

Ryder făcut debutul în film odată cu pelicula Lucas din 1986. Cel mai notabil rol al său a fost în pelicula Beetlejuice (1988), regizată de Tim Burton. Acest rol i-a adus atenția publicului și a criticii de specialitate. A avut mai multe apariții în film și televiziune, iar în 1989 a venit cel de-al doilea rol notabil, în filmul Heathers, o satiră controversată despre suicidul la vârsta adolescenței. Tocmai din acest motiv, Winona Ryder și-a atras asupra sa mai multe critici și mai multă publicitate. În 1993 a fost nominalizată și a câștigat premiul pentru Cea mai bună actriță, în filmul The Age of Innocence. În anul următor a fost nominalizată pentru același premiu, pentru rolul din filmul Little Women. În anul 2000, Ryder a primit o stea pe aleea Walk of fame din Hollywood. 
Viața ei personală a fost îndelung comentată în presa tabloidă. Relația sa cu Johnny Depp din prima parte a anilor 90 a adus-o pe prima pagină a ziarelor. Un incident bizar însă, speculat de presa tabloidă, a scos-o pe Winona Ryder din primul rând al vedetelor de la Hollywood pentru un timp. Ea a fost surprinsă în timp ce fura articole vestimentare dintr-un magazin, iar imaginile surprinse de camerele de luat vederi au făcut înconjurul lumii mult timp după aceea. Și-a mărturisit deschis lupta sa cu anxietatea și perioadele de depresie pe care le-a avut, fiind și internată într-o clinică de profil din acest motiv. În 2006 a revenit pe marile ecrane în filmul Star Trek, iar presa de specialitate a primit cum se cuvine acest eveniment. În 2010 a fost nominalizată pentru două premii Guild Awards, pentru rolul din pelicula When Love Is Not Enough: The Lois Wilson Story și pentru rolul secundar din Black Swan, filmul pentru care Natalie Portman a câștigat premiul Golden Globe pentru Cea mai bună actriță într-un rol principal.

## Filmografie selectivă
- 1990 Edward Mâini-de-foarfecă (Edward Scissorhands), regia Tim Burton
- 1990 Sirene (Mermaids), regia Richard Benjamin
- 1992 Dracula (Bram Stoker's Dracula), regia Francis Ford Coppola
- 1993 Vârsta inocenței (The Age of Innocence), regia Martin Scorsese
- 1993 Casa spiritelor (The House of the Spirits), regia Bille August
- 1996 Vrăjitoarele din Salem
- 1999 Girl, Interrupted, regia James Mangold
- 2010 Lebăda neagră (Black Swan), regia Darren Aronofsky
- 2017 Stranger Things (serial TV, sezonul I - 2016, sezonul II - 2017, sezonul III - 2019)